# 群馬県旗

群馬県紋章（1926年制定）

群馬県旗（ぐんまけんき）は、日本の都道府県の一つ、群馬県の旗。本項では、県旗とデザインの一部が共通する群馬県紋章（ぐんまけんもんしょう）、通称群馬県章（ぐんまけんしょう）についても併せて解説する。

## 群馬県章
県章は1926年10月1日の県告示第328号で制定された。本県章は旧著作権法の規定により、1957年1月1日よりパブリックドメインとなっている。県章の制定経緯やその発案者は完全に不明である。
「君」と「羊」を縦に並べた「羣」（「群」の古い字体）を、「県民の和」を象徴するためにまるく図案化して中央に配置している。そして上毛三山（赤城山・榛名山・妙義山）が内側を円周で囲っている。

## 群馬県旗
県旗は1968年10月25日の告示第553号で制定された。これは明治100年を記念して製作されたものである。当初はデザインを県民から募集したが、応募作品のなかに採用されるものは無く、専門家に委託されて製作された。作成者は群馬県繊維工業試験場の田島康次である。
中央部は群馬県章と同様に、丸く図案化された「羣」が配置されている。一方その外周にある上毛三山の形は県章と異なり、「伸びゆく群馬」を表す3つの三日月型になっている。県旗の地色の紫色は、古来からの上野国の文化的繁栄を表すおくゆかしい色としての配色である。